# ヤミと帽子と本の旅人
『ヤミと帽子と本の旅人』（ヤミとぼうしとほんのたびびと）は、2002年12月20日にオービットのROOTブランドより発売されたアダルトゲーム。通称「ヤミ人」「ヤミ帽」。一切の地の文を廃し、BGMもほぼ皆無という試験的な手法を取っている。
2003年10月にはテレビアニメ化もされた。

## ストーリー
いくつものパラレルワールドを「本」として保管している「図書館の世界」へ紛れ込んだ主人公は、行方不明になった義姉の初美を探して様々な本の世界を旅する。

## 世界観
宇宙の星が全て図書館（外から見ると星だが、内部に入ると図書館になるということで惑星上に図書館があるのではない）になっており、銀河鉄道のような汽車でつながれている図書館（書斎）世界を舞台とする。なお、各図書館の内部デザインは6角形の塔一面に本が納められている特殊なものである。そして、図書館に収められる本の1つ1つが通常の宇宙を含む世界である。
本作の主人公と攻略ヒロイン以外のほぼ全キャラクターは基本的にオービットの既存、あるいは未来の作品からの出張とされる。同社の他の作品、厳密にはそれぞれの作品の各エンディングにいたるまでの過程が平行世界として、「本の世界」に含まれる（新作の『PARA-SOL』については、この世界観に含まれない作品である旨が宣言されている）。
この世界観の説明として、「通常の宇宙を統括する上位宇宙」自体にも平行世界がある、それを統括する「さらに上位の世界」もある、という趣旨の発言がスタッフからたびたび繰り返されている。一部の作品は本ではなくこのレベルを舞台にする。また、同社が発行した同人誌『葉月本』によれば「通常の宇宙を統括する上位宇宙」が必ず「図書館と本」というスタイルをとるわけではない（ではどんな形式か、については触れられていない）。
また、図書館より一ランクあるいはさらに上とされる「仙界」（宇宙庭園および『ぷにぷに☆はんどメイド』の世界に相当）には、「本」に相当するような便利な管理ツールは見受けられない。また、仙界はさらに上の階層から見てテレビ番組と思わせる描写が散見される。

## 予告された作品群
本作で予告され、現実に発売された作品は2010年現在、男性向け作品ではアニメ放映直後に発売された『ぷにぷに☆ハンドメイド』のみである。特に葉月が登場するとされ、事実上『顔のない月2』と喧伝されていた作品は当初、『桃華月憚 〜顔のない月2〜』と題されていたが、その後に「顔のない月2」を削除して『桃華月憚』と変更し、葉月を登場させていない。さらに、同社の最新作は、発表時点からこの世界観から独立していると宣言された。

## 登場人物

### 図書館世界
必ずしも主要な生活の場を図書館世界としていなくても、特定の本に属さないものはここに記す。
こげ
本作の主人公。一人称は「俺」。冒頭でいきなり黒い帽子と布切れになってしまい、謎の少女「ちび」に着られ「こげちび」として本の世界を巡り、初美を捜す。異世界へ渡る度に、様々な肉体に憑依出来る能力を持つ。
実は図書館世界の監視者である「狩人」の一人で、初美の義妹である「制服の少女」葉月に憑依したことにより、自分自身を葉月だと錯覚していた。物語の後半では、力を失いSD化したリリスに装着されることになる。
狩人としては、憑依した人物の肉体のコントロールを得るほか、自らの鎌を太刀として具現化するという能力を持つ。狩人の鎌の基本性質であるかすっただけで死ぬという性質は必ず保持される代わりに「強力な」世界に行くほどリーチが縮む。大原則として上位の世界ほど強力でリーチが縮むが、本の世界同士に差がないわけではない。またこれらの能力以上に取り付いた人間の肉体を強化したりは出来ないが、狩人の本能として達人級の戦闘術をもつ。
ヤミ（リリス）
声 - 朝宮咲
図書館の管理人。帽子とマントでワンセットである「狩人」達のボス「ジョウ・ハーリー」を纏い、操ることで宇宙に匹敵するとも言える広さの図書館全ての本を管理している。因みに「ヤミ」というのは職業名で、本名は「リリス」。アダムの前妻にして魔王でもある。アダムの2番目の妻であるイブ（初美）を恨んでいる。ちなみに彼女自身でもジョウ・ハーリーの莫大なソーマの消費を安定して補うことはできず、イヴのいる本を保持している必要がある。アニメ版ではこの前提が一切説明されていないため、玉藻の前に帽子を奪われた(＝絶対的な力の差を見せつけられた)ことでなぜあれほど狂乱したのか理解しがたくなっている。
アニメ版の広報などでは巨乳キャラとして扱われることが多いが、原作の文章上では他のキャラの胸のサイズを僻むシーンが多く、少なくともほかのヒロインと比べれば小さい部類である。
自らがヤミであることを利用し、本の世界の住人の魂をアルカディアにかき集め、バクに食わせてソーマを奪い取り理想の都市アルカディアを作らんとする。この事からわかるとおりアニメ版との乖離が最も大きいキャラクターである。またグッドEDでさえ、（明示的には）魂をかき集める事を止めてはいない。イブのEDでは、結果として一人になった葉月に悪魔になって自分を手伝えとまで言っている。
アルカディアの市長の座に返り咲いたものの、役目自体は娘であるセイレンに丸投げしている。なお原作中「アルカディア」が本であるのか図書館世界の都市なのかかなり混乱が見られる。
初美（イブ）
声 - 赤白杏奈
東葉月の義理の姉で、本作のキーパーソン。実は、様々な本の世界を旅している「イブ」。アダムの妻であり、全ての本の世界の人類の母。主人公は彼女を捜し、本の世界を旅することになる。
アダムなき今図書館世界で最高の力を持ち、言葉を発するだけで本の世界の宇宙を崩壊させるほどの力があるため、日常会話を手話でこなす。また成人として存在することも本の世界には耐え切れない負担であり、必ず赤子の姿で入り、成人前に図書館世界に帰らなければならない。
なおアニメ版では成人年齢を明確に16歳とし、彼女が葉月達の世界から離脱することが発端となっているが、原作では年齢制限と無関係の事件が発端である。また、EDによっては彼女が現在の本の世界に残留する事があり、そこで「あと二年ある」旨の発言がある。原作での成人年齢とは20歳か、あるいは彼女と葉月が通う学校がいわゆるアダルトゲームの学園ならば、それ以上である可能性がある。また、アニメ版とのもう一つの違いとしては人格と美貌以上にやたら人をひきつけるという設定はない。
料理を得意とするが、ホットケーキだけはうまく作れない。もっとも作中ではその部分的に緑色になっているホットケーキしか作ったことが無い。
主として男漁りを目的として旅していると示唆する記述がいくばくかある。また、オービット自身が発行した同人誌で幼い頃から繰り返し義兄の東衣緒を誘惑していた事が明かされている。
ジョウ・ハーリー
ヤミの纏う目玉つきの帽子。図書館の世界の全知全能の創造神ヤミ・ヤーマことアダムが図書館世界より消え去った後、世界を管理するために残したアイテム。使用者に（コストを無視すれば）全能の力を与え、これをもつものが図書館の管理者ヤミとなる。使用には莫大な魔力の消費が伴いイブ自身か、イブが在住している本を持つことでソーマの供給を受けたものでなければ命を吸い取られてしまう。基本業務として、常に無限の狩人を生み出し図書館世界を巡回させ、移動するものを無差別に攻撃する。
狩人は五体もいれば、図書館で五指に入る力を持つリリスを倒せる、通常の狩人の一万分の一の力のこげの鎌でも図書館世界の住人なら、かすっただけで魂を消せる、というほど絶対的である。
ちび
物語の前半で主人公を纏って旅をする謎の少女。初美と瓜二つの容姿を持つイヴの欠片。無意識に今までイブがいたことのある本の世界（の当該時点、場所）に一行を案内していた。
アーヤ
図書館世界や本の世界の間を自由に行き来出来る、謎の存在。実はCOREブランドの作品『トーラス・ゼロ』に登場するアーヤと同一人物。同ブランドの作品『ファナティカ』にも神様として登場している。
イタズラ好きで好奇心旺盛。着ぐるみ好きという噂あり。ケンちゃんの主でもある。実は作中最も上位の世界に住むとされる。
ケンちゃん
冒頭でこげの旅に同行することになった、関西弁を操る謎のオカメインコ。その正体はアーヤの眷属にして、天竜八部衆の一人であるソーマの守り神「乾闥婆」。アーヤと同じくCOREブランドの作品『トーラス・ゼロ』には、人間の姿で登場する。
通称「嫁はんズ」なる13羽の妻がおり、またその全員を平等に愛している愛妻家。
謎の女性と子供達
声 - 岬友美
顔のない月よりの出張。
元の世界を探して狭間の世界を旅する三人。謎の女性こと「知美」は『顔のない月』からのスピンオフキャラであり、男の子の方を「旦那様」、女の子の方を「お嬢様」と呼ぶことから、男の子の方が主人公の羽山浩一、女の子の方がヒロインの倉木鈴菜に相当する。
普段羽織っているマントの下には、非常に露出の高いボンデージ下着を着けている。また、下腹部には蛇のタトゥーが施されている。
車掌
図書館の間を行き来する汽車の車掌。明らかに銀河鉄道999のパロディ。
制服の少女（東 葉月）
声 - 岩田由貴
初美の義妹で、2年間に渡りこげに憑依されていた本物の「葉月」。???なる作品に登場予定とされ、明らかに顔のない月2を思わせるような発言が繰り返されていたが、少なくともゲーム版の桃華月憚に出演してはいない。
アニメでは主役に抜擢されているが、原作では「最初にこげが取り付いていた人物でこげのメインボディ」程度の扱いしかない。
幼い頃から病弱だった自分をずっと守ってくれていた初美を溺愛するあまり、彼女に近づく人間のことごとくに対してバリアーを張る。物語の約2年前、度を越した初美への独占欲から情緒不安定に陥り、彼女のホットケーキを払いのけて逃げ出した。その瞬間、心が現実世界からこぼれ落ち、入れ替わりにその身体に乗り移ったのがこげだった。
一見するとシャープな印象の美少女であり、且つこげのベースたる存在だが、喋り方は極度におっとりとしており、一人称も「僕」と微妙な相違がある。ちなみに原作では彼女自身が狩人の刀を出すことは一切できないため、いくつかの広報イラストなどの刀を持っている「葉月」はすべて「こげ」であり精神的には男性、ということになる。
実は、『顔のない月』に登場する東衣緒の実の妹。

### 錬金術の世界
リツコ
声 - 岬友美
謎の女性と瓜二つの女錬金術師。ガルガンチュアの研究について聞き出す為に、その末弟子であったドロッセルハウストを蘇らせようとするが、肉体の蘇生には成功するも主人公の魂が入ってしまった為に実質失敗に終わる。彼女の魔術の影響によって、ドロッセルハウストの身体の中にいる間、主人公はその命令には逆らえないようになっている。幼少期にイブのそばにいたため不老不死になると同時に絶大な魔力を得ている。
マリエル姫の家庭教師も兼任している。また、魔術による儀式の際は謎の女性と同様の服装である。
本作では基本的に善人として扱われるが、『顔の無い月』のラスボスと同一人物と言う設定がある。そして彼女主観の時系列で顔のない月のほうが先と解釈することはほぼ不可能である。加えてそのラスボスとしての活動の目的が山の神の力を手に入れて不老不死になるであり一読した限りでは整合性がない。いくつかのイベントで「あの山は多次元宇宙にとっても重大な存在だったことを桃華月憚であかす」とスタッフが答えたが、実際には未だ何らフォローはない。
ドロッセルハウスト
錬金術師ガルガンチュアの末弟子だったが、多くの同輩達と共に生贄として捧げられてしまった薄幸の美少年。劇中では主人公が乗り移っている依代に過ぎないので、実質その遺体のみが登場している状態である。
マリエル姫
声 - 神村ひな
リツコが家庭教師を務めている、男性恐怖症の内気なお姫様。かつて不治の病を患った際に、イブの血を輸血されたことで生き長らえ、同時に強大な魔力を手に入れた。
ガルガンチュア
リツコと同じく、不老不死の錬金術師。より強大な魔力を得るため、ドロッセルハウストを始めとした多くの弟子達を生贄に捧げるなど、目的の為には手段を選ばない非道な男。リリスからジョウ・ハーリーを奪い、その制御のために超ソーマの根源体であるイブを捜し求めている。
実は幼少期に幼馴染みの少女「ジル」を独占欲による嫉妬から刺し殺してしまい、本人もまたそのすぐ後に後追い自殺した身だが、偶然その場に居合わせた「狩人」に身体を乗っ取られ、長く憑依された末に同化してしまった。
ジル
錬金術の世界に入り込んでいた「イブ」、ガルガンチュアの幼馴染。初美と同じく口が利けず、16歳の誕生日にガルガンチュアに殺されてしまった。

### 孤島の世界
ミルカ
家族の元を離れ、兵士達に守られながら孤島で暮らしている幼い王女。その身に秘められた強力な魔力によって、セイレンから狙われている。菓子パンやホットケーキといった甘い物が好きで、野菜が大嫌い。選り分けた野菜をこげ（エニア）に押し付けるなど、我侭なところもある。将来は兄のような男性と結婚したいらしい。惑星の精霊に匹敵するレベルの魔力を持つとされる。
オービットで製作中の作品『LUNAR CAGE』には、ヒロインの一人として登場予定。ただし、この作品は1999年時点で発表がされ、雑誌でテレカプレゼントなどを行ったにもかかわらず(2010年現在)10年以上続報がないことで有名である。
ちなみに彼女の目は青だが『LUNAR CAGE』の広告で紹介されたミルカというヒロインは緑眼である。
エニア
孤島の世界でのこげの依代である女悪魔。ミルカの兄によって召喚され、ミルカの護衛の為に孤島へ赴くことになる。
セイレン
声 - Terrier
ミルカの傍に常に寄り添っている、歌が上手な謎の女性。実はイブへの嫌がらせとして、本の世界で厄介ごとを起こさせる為だけにリリスが生み出したフィギュアで妖魔。ミルカの魔力に目をつけて、歌の力でラスカレスや兵士達を洗脳するなどあの手この手で懐柔しようとする。本人にリリスに造られた自覚はなかったが、ひょんなことから本の世界に残るセイレンと図書館世界に戻ったセイレンに分裂する。図書館に戻ったセイレンは記憶を取り戻し創造主である当のリリスに存在を忘れられ、捨てられたと思い込み、ガルガンチュアに忠誠を誓っている。
最終的に黒セイレンはリリスと和解し、アルカディアの実質的な市長として日々働くこととなる（とあるエンドでは、厄介事全てを押し付けられた自分を差し置いてコゲとラヴラヴになるリリスにブチ切れる場面も）。また、白セイレンは本の世界に残留する。
ラスカレス
ミルカを守る謎多き白虎。海を泳いだり、人語を解するなど色々と秘密があるようだが、結局その正体は謎のままに終わる。ケンちゃんとの親しげな様子から、COREブランドの作品『トーラス・ゼロ』に登場するラージャスタンと同一人物と見られているが、明言はされていない。
ミルカへ近づくその本心を見抜いていたかどうか定かではないが、セイレンとはかなり不仲であった。

### 竹取物語の世界
『ぷにぷに☆はんどメイド』と同一の世界であると明示されている。ただ、この本の世界の（少なくとも）地球部分は仙界という扱いではないらしい。
藤姫
声 - 赤白杏奈
初美そっくりの容姿を持つ、かぐや姫（竹取物語の世界におけるイブ）の力を受け継いだ藤の精霊。かぐや姫が去った後の藤の木のある庵でひっそりと暮らす、たおやかで心優しい少女である。『ぷにぷに☆はんどメイド』の時点で生存していることは確実だが、登場しない。
メイリン
声 - 木村あやか
『ぷにぷに☆はんどメイド(この作品にもメイリン、玉藻の前が並立して存在する。後者が違う仙界からの来訪者と言う扱い)』および『パッショネイトラブ』からの出張。後者は未発売。
藤姫の親友である二尾の妖狐。神戸弁を話す。
本作自体では玉藻の前の尻尾の分身であるのか、成長して玉藻の前になるのかぼかされていたが、『ぷにぷに☆はんどメイド』では、玉藻の前はメイリンが成長した姿であるとされた。
自らの妖怪としての『格』を上げる為に仙道の修行中で、格を上げてくれるイケメンを物色しているものの、こげからは本気で『少年』と間違われ、誘惑していた侍からは『男色の気はない』と一笑に伏されている。
最もEDはないものの、一応Hシーンのあるキャラである。ただし、その時点でバットEDが確定する。
これに関して、『ぷにぷに☆はんどメイド』では他の多数の平行世界では『ぷにぷに☆はんどメイド』の主人公と、攻略キャラではなくメイリンが結婚に至り、そのことがきっかけでメイリンが玉藻の前に成長。その玉藻の前が他の平行世界の『ぷにぷに☆はんどメイド』開始時点に訪れ話が始まると云うループが起こっていたと語られる。にもかかわらずメイリンは攻略不能であり、これは『ぷにぷに☆はんどメイド』の世界そのものはメイリンとの浮気を理由とする本作バッドエンド後の竹取物語の本の世界であり、こげとの出合が遠因でメイリンが相当浮気な女性になったので『ぷにぷに☆はんどメイド』の主人公と結ばれる運命が変わった、と強く示唆する描写がされている。
山の神
藤姫が住む山の神。巨大なペンギンの姿を持つ。藤姫に恋慕している。「すべてのキャラクターを出す」という言及があり、なんら他社の版権に触れないにもかかわらずアニメに登場できなかった。
三郎太
この世界のこげの寄り代となる侍、すぐに死んでしまう。

### 夜行列車の世界
皇 蓉子
声 - Pomeranian
『無幻飛行』からの出張。未発売。この作品のみ本作以外で一切言及されたことがない。
ある極秘任務を帯びて夜行列車へと乗り込んだ、男装の麗人。肩書きは一応某国大使館の二等書記官という立場ではあるが、極めて高い戦闘能力からその扱いは武官に近い。義勇を重んじる武人肌である一方、一般常識は欠落気味。水戸藩士の娘なのだが実家は現在失墜している最中で、それを取り戻すために日々奔走している。  眼元が鋭いため、強い精神を持っていると思われがちだが、根っこは従順で気弱。
劇中では軍の隊長から列車に爆弾を仕掛けたテロリストの疑いをかけられた上に、尋問と称してワイセツ行為を受ける。
サイガ
夜行列車の中で蓉子と出会う、怪しげな自称宝石商にして、夜行列車の世界におけるこげの依代。基本的にこげが憑依出来るのは死体や人形といった魂を持たない器だけであるが、彼の場合は仮死状態になった際に憑依されたらしい。こげが憑依している間は肉体に二人分の人格が共存している状態で、サイガがその気になれば肉体の主導権を取り戻すことも容易いようである。
ひょんなことから蓉子に協力することになり、彼女の天然気味な性格に突け込んで色々好き勝手を働くが、何だかんだで結果的には蓉子の為に行動している。

### 宇宙庭園の世界
アニメ版において玉藻の自宅である宇宙庭園が『図書館世界の上位世界』そのものであり、それぞれの部屋が別の世界に繋がっているかのような描写であった。しかし原作では基本的に宇宙庭園とは『図書館世界の上位世界』仙界にある玉藻の前の自宅でしかない。また、図書館から見た外観が本ではなく、ホロメディアのような記憶媒体として描かれている。
この世界の人物は基本的に『ぷにぷに☆はんどメイド』および『パッショネイトラブ』からの出張とされる。ただし、『ぷにぷに☆はんどメイド』のメイリンがはっきり本作のそれと同一人物とされている一方、玉藻の前、マウについては『平行世界の別人』である可能性が高い。例えばマウが玉藻の前の分身である藻女に両作品で「初めて会う」と言っている、など。またメイリン側ははっきり本作のイベントを体験しているとわかるが、玉藻の前、マウは本作主人公と出会ったのかすら断言はされてはいない。ちなみに藻女というキャラクターは下記の「尻尾の分身」ではない。
玉藻の前
声 - 木村あやか
『ぷにぷに☆はんどメイド』および『パッショネイトラブ』からの出張。後者は未発売。また同社の『ているている』にも存在を匂わせる既述がある。
宇宙庭園の主である九尾の狐。一貫して「玉藻の前」がキャラクターネームとして使われており「玉藻」ではない。普段は自室で酒を飲んだくれている。世界の秘密を知っており、時折り意味深な発言をする。また、尻尾から自分の分身を作り、異なる世界で様々な体験をさせている。ただし、グラフィック上尻尾が減っている様子はない。
前記の藻女というキャラクターが背中のチャックから出てくる、その間玉藻の前は動かないという表現がされたため、「玉藻の前の体は着ぐるみ」と解釈されていることがあるが、そうではないと言及されている。
『ぷにぷに☆はんどメイド』においては『図書館世界の上位世界』仙界の最高神の一柱。宇宙の卵から還った時に、その黄身が二つにわかれ、玉藻の前と九翼の天使ミカエルとなり、あまりで仙界ができたとされる。
メイリンとの浮気を理由とする本作バッドエンド後の竹取物語の本の世界(のメイリン)＝『ぷにぷに☆はんどメイド』世界(のメイリン)は記述からほぼ明らかである。一方本作グッドエンド後の竹取物語の本の世界(のメイリン)＝『ている・ている』の世界（に由来する、ぷにぷに☆はんどメイドに出演する玉藻の前）または本作宇宙庭園世界（の玉藻の前）なのかは現在のところ強く示唆されているが、ぼかされている。このため玉藻の前はメイリンが成長した姿だが、本作のメイリンが本作あるいはぷにぷに☆はんどメイドの玉藻の前なのかは不明である。
マウ
声 - 神村ひな
『ぷにぷに☆はんどメイド』および『パッショネイトラブ』からの出張。後者は未発売。
玉藻の前に仕えている家政婦。ファンブックなどで彼女とマリエル姫はそっくりさんや平行世界の同一人物でもなく、完全な同個体とされる。ただし、マリエル姫が継続して生きているのか、生まれ変わりなどのレベルであるのかは不明（一般に転生するさいには本の世界に縛られないと断言されているため）。なお、『ぷにぷに☆はんどメイド』によれば恐らく地球、現代程度の時代に玉藻の前と出会っているようである。
彼女が作る発明品は、作動させると大概が爆発する。破壊を目的としたものならば自在に作れるようで、作中明らかに生命がありそうな星を笑いながら吹き飛ばしたことがある。
エロすけ
宇宙庭園におけるこげの寄代にしてマウの発明品。明らかにコロ助のパロディキャラである。

## スタッフ
- 原作 - ROOT
- シナリオ - 宙形安久里・DR2・山形安久里、中本穂積
- 原画 - ドレン・チェリー、CARNELIAN
- 音楽 - KIM’s SOUNDROOM、リバーサイド・ミュージック（feel・Cats）

## 漫画版
コンプティークにおいて｢ヤミと帽子と本の旅人 〜ロマンス〜｣が連載された。作画は桜井綾。

## アニメ版

### 概要
UHFアニメとして、2003年10月から2004年1月にかけて放送された。全13話。
原作がアダルトゲームであるため、地上波放映アニメとしては過激なシーンが多く見られる。R15+指定になっている。
放送開始前の宣伝において「全キャラクターを登場させる」という言及が度々あったものの、エロすけや車掌など版権に触れるキャラクター及び一部の男性や非人間キャラクターは無視されている。
作中の時間軸をバラバラにしてある（このことは最終話のエンディングで明かされる）ので、第1話から順番に見てもストーリーを理解するのは大変困難である。中身を劇中の時間経過に沿って並べ替えると、以下のようになる。
1. 第3話Bパート+第4話+第9話Bパート（錬金術の世界）
2. 第7話+第1話Aパート+第3話Aパート（現代世界・ヤミの図書館）
3. 第6話+第7話アバン（孤島の世界）
4. 第5話（原始創世の世界）
5. 第8話+第9話Aパート（竹取物語の世界）
6. 第1話Bパート+第2話（夜行列車の世界）
7. 第10話Bパート+第11話Aパート（移民船の世界）
8. 第10話Aパート+第11話Bパート+第12話（宇宙庭園の世界）
9. 第13話（現代世界・ヤミの図書館〈エピローグ〉）

「原始創世の世界」と「移民船の世界」は原作にはないアニメオリジナルエピソードである。

### アニメ版ストーリー
ヤミ・ヤーマ図書館の管理人であるイブは、図書館の管理人の仕事を姉のリリスに任せ、自分は本の世界で遊び始めた。だが、本の世界にイブは16歳の誕生日までしか居ることが出来ず、また話すことも出来なくなる。そして、周辺の人間がイブのことを自然と愛してしまうという弊害も持っていた。なお多くの誤解があるが、ヒロインの年齢をぼかすアダルトゲーム故、原作に16歳の誕生日がどうという記述はない(ただし、意図的だったのかどうかは不明)。またヤミ・ヤーマ図書館ではなく単に図書館世界ないし書斎世界としか言われていない。
ある本の世界。イブは孤児院で働き、子供達から慕われる少女・ジルとして暮らしていた。しかしある日、ジルは彼女の愛情を独占しようとする少年・ガルによって刃物で刺され、その現場を見た少女・リツコは気を失ってしまう。リツコが目を覚ました時には、ジルもガルも姿を消していた。
ジルの力によって不老不死の体を手に入れ、20代の容姿で永遠を生きることとなったリツコは、とある王国で不治の病に罹っていたマリエル姫の病気を治したことで、彼女に仕えるようになる。やがて、リツコの前には、彼女と同じく不老不死となっていたガルが青年の錬金術師・ガルガンチュアとして現れる。ガルガンチュアはマリエル姫を誘惑してその魂を奪うと、姫の魂と交換にリリスから自分の思いのままになる1冊の本の世界を与えられる。ガルガンチュアはそこを根城に、ジルことイブを探し求める。
その頃、イブは高校生の初美として別の本の世界に転生していた。一方、同性かつ姉である初美を激しく愛するようになっていた妹の葉月は、初美の16歳の誕生日に彼女を襲おうと、その寝室に忍び込む。しかし、初美は葉月の目前で消えてしまい、代わりにケンちゃんと名乗る鳥が現われる。葉月が初美の行方を執拗に聞く為、ケンちゃんはやむなく葉月をリリスの所へ。一目で葉月を気に入ったリリスは、葉月と二人でイブを求め、様々な本の世界への旅へと出発する。
そして、宇宙庭園で一堂に会することとなったリリス、ガルガンチュア、葉月の前にイブが現われる。イブはヤミ・ヤーマ図書館の管理人として、自分の為に混乱した本の世界を整理すべく、自分の痕跡を出来るだけ本の世界から消し去ろうとする。それでも葉月は初美を忘れられなかった。葉月の愛の深さを知ったイブはある夜、再び初美として葉月の前に現われる。一夜を二人だけで過ごす為に。

### アニメ版の主な登場人物
東 葉月（あずま はづき）
声 - 能登麻美子
アニメ版の主人公。初美の妹でボク少女の美少女。尻まで届くストレートの髪型と凛々しい外見から女の子にモテるが、葉月自身は初美しか眼中にない。イブの力を浴びたせいで、剣の腕前と身体能力は相当なものになっている。
イブ
声 - 清水愛
ヤミ・ヤーマ図書館の管理人で、リリスの妹。また、ジルであり初美でもある。本の世界では話すことが出来ないこともあり、大人しい少女を演じているが、根は小悪魔的な女の子である。
リリス
声 - 小林沙苗
ヤミ・ヤーマ図書館の管理人で、イブの姉。自分に仕事を押し付けたイブの行方をケンちゃんを使って探し求めている。自分達を創造したヤミ・ヤーマに似ているという理由で、葉月に惚れる。言動が子供っぽい。
ガルガンチュア
声 - 三木眞一郎（孤児院時代 - 朴璐美）
錬金術師。孤児院に居た頃はガルと呼ばれていた。愛情に飢えた子供で、ジルの愛情を独占しようとしたが果たせず、ジルを刺してしまう。マリエル姫の魂と引き換えに自分の好きに出来る本の世界を与えられ、ジルを妃に迎えるべく、その行方を追っている。
リツコ
声 - 井上喜久子
ガルガンチュアの幼馴染で女錬金術師。ガルガンチュアと共に不老不死の身体となった以降は、各地を放浪してその行方を追っている。マリエル姫を救うことが出来なかった罪で投獄される。
ケンちゃん
声 - 高木礼子
リリスがイブの行方を追わせている鳥。関西弁を話す。リリスらによって度々危険な目に遭わされる。
マリエル
声 - 笠原弘子
ある王国の姫君だったが、ガルガンチュアに誘惑され、蛙に姿を変えさせられてしまう。玉藻の前によって人間の姿に戻った結果、マウという名前を与えられ、玉藻の前の召使いとして働く。しかし、姫君だった頃の記憶は失っている。
玉藻の前（たまものまえ）
声 - 氷上恭子
宇宙庭園の女主人。一日中飲んだくれているが、人生の機微に通じており、ガルガンチュアらに的確な指摘をする。さっぱりした性格。
アーヤ
声 - 福山潤
本の世界の案内人。ちょくちょく姿を現しては、その本の世界の事情を説明したりする。読者（視聴者）を象徴した人物でもある。
皇 蓉子
声 - 大原さやか
夜行列車の世界の住人。ゲーム版と同じく男装の麗人ではあるが、天然気味な性格ではない。
サイガ
声 - 田中秀幸
夜行列車の世界の住人。「シベリアの虎」の異名を持つ、伝説的な日本人諜報員。
ナンブ
声 - 吉野裕行
クイル
声 - 山本麻里安
原始創世の世界の少女。その世界で唯一、リリスや葉月と言葉を交わすことが可能。生贄として神に捧げられる運命にあった。
ミルカ
声 - 松来未祐
ある時を境に、身も心も成長を止めてしまった少女。海の向こうの世界に憧れている。
セイレン
声 - 神田理江
朱雀
声 - 渡辺明乃
藤姫を狙うくノ一軍団の団長。
不知火 烈堂
声 - 市川治
くノ一軍団を配下に置く老頭領。
レイラ・マーズ
声 - 嘉陽愛子
移民宇宙船の世界に登場する少女。オープニング主題歌を歌っている嘉陽愛子が声を務めた。アダルトゲーム原作のテレビアニメでアイドル歌手が声を務めるのは異例だった。名前の由来は『機動戦士ガンダム』のセイラ・マス。
ラムロ・ライン
声 - 野田順子
移民宇宙船の世界に登場する少年。名前の由来は『機動戦士ガンダム』の主人公、アムロ・レイ。
ララ
声 - ゆかな
レイラ達を導く宇宙移民船で稼動し続けているコンピュータ。大人が居なくなった船内で、彼女達の親代わりを演じている。名前は『機動戦士ガンダム』のララァ・スンから。
コゲちび
声 - 清水愛
その他
グリュエール、バロー、医者、赤石弥太郎　声 - 西前忠久
レイラの母　声 - 川崎恵理子
スサーナ　声 - 真山亜子
乳母　声 - 横尾まり
エミリア、侍女、エイ・エデン　声 - 那須めぐみ
長老　声 - 沢りつお
次長　声 - 沢木郁也
車掌、ブレン、八代勘助　声 - 長嶝高士
国王　声 - 池田勝
手紙の声　声 - 高橋美佳子
ユーリィ、ニュルジュ、黒田陣内　声 - 立木文彦

### アニメ版のスタッフ
- 原作 - オービット「ヤミと帽子と本の旅人」
- 監督 - 山口祐司
- シリーズ構成 - 望月智充
- キャラクターデザイン・総作画監督 - 西田亜沙子
- プロップデザイン - 小坂知
- 美術監督 - 小山俊久、渡辺紳
- 色彩設計 - 松本真司
- 撮影監督 - 近藤慎与
- 編集 - 松村正宏
- 音響監督 - 辻谷耕史
- 音楽 - 多田彰文
- プロデューサー - 高谷与志人、高畑裕一郎、浦崎宣光
- アニメーション制作 - スタジオディーン
- 製作・著作 - avex mode

### 主題歌
オープニングテーマ「瞳の中の迷宮」
作詞 - Kenn Kato / 作曲 - 渡部チェル / 編曲 - ats- / 歌 - 嘉陽愛子 / PV - 根岸耕平
第8話で曲がシングルCDバージョンに変更された（第1話から第7話はアニメオリジナルVer）。
エンディングテーマ「永遠の祈りを捧げて」
作詞 - 木本慶子 / 作曲 - 梶山織江 / 編曲 - 五島翔 / 歌 - 小林沙苗

### 各話リスト
| 話数 | サブタイトル   | 脚本              | 絵コンテ                   | 演出     | 作画監督              | 初放送日       |
| ---- | -------------- | ----------------- | -------------------------- | -------- | --------------------- | -------------- |
| 1    | 葉月           | 望月智充 川瀬敏文 | 山口祐司 西村純二          | 山口祐司 | 堀越久美子            | 2003年 10月4日 |
| 2    | 蓉子           | 川瀬敏文          | 西村純二                   | 佐藤照雄 | 江森真理子            | 10月11日       |
| 3    | ジル           | 望月智充 中瀬理香 | 南康宏 林有紀 虎田功       | 南康宏   | 友岡新平              | 10月18日       |
| 4    | マリエル       | 中瀬理香          | 林有紀                     | 林有紀   | 関崎高明              | 10月25日       |
| 5    | クイル         | 白根秀樹          | とくしまひさし             | 吉田俊司 | 塩川貴史 中野典克     | 11月1日        |
| 6    | ミルカ         | 望月智充          | 山本秀世                   | 佐藤照雄 | 坂井久太              | 11月8日        |
| 7    | 初美           | 望月智充          | 川崎逸朗                   | 岡本英樹 | 堀越久美子            | 11月15日       |
| 8    | 藤姫           | 白根秀樹          | 小林孝嗣 南康宏            | 南康宏   | 友岡新平              | 11月22日       |
| 9    | メイリン       | 白根秀樹 中瀬理香 | 小林孝嗣 小倉宏文          | 林有紀   | 江森真理子            | 11月29日       |
| 10   | レイラ         | 中瀬理香 望月智充 | 新留俊哉 山口祐司 川崎逸朗 | 鳥羽聡   | 関崎高明              | 12月6日        |
| 11   | 玉藻の前       | 中瀬理香 望月智充 | 新留俊哉 山口祐司 川崎逸朗 | 佐藤照雄 | 中野典克 かどともあき | 12月13日       |
| 12   | ガルガンチュア | 中瀬理香          | 山本秀世                   | 南康宏   | 堀越久美子            | 12月20日       |
| 13   | リリス         | 望月智充          | 川瀬敏文                   | 岡本英樹 | 西田亜沙子            | 12月25日       |

### 放送局
UHFアニメとしては異例の18局ネットとなった。これにより、多くの地方局がUHFアニメの放送実績を持ったことになる（ただし関東地方ではテレビ埼玉および群馬テレビでは放送されなかった）。
当時の毎日放送でUHFアニメを放送する場合、土曜深夜の『アニメシャワー』枠での放送が通例だったが、本作は金曜未明（木曜深夜）に放送された。
また、UHFアニメを関西圏と中京圏のキー局系列局でネットする場合は同一系列で放送するのが通例だったが（毎日放送からすれば、同じTBS系列の中部日本放送）、深夜帯放送作品としては初めてこの原則が破られた。腸捻転時代のテレビ朝日系列局同士ということになるこの組み合わせは、後の地上波版『グレネーダー 〜ほほえみの閃士〜』でも実現している。
メ〜テレでは、当日の新聞テレビ欄に新番組を意味する「新」のマークが付いていなかった（「本の旅」と書かれていた）。また、第2話放送日の新聞テレビ欄には番組名が書かれておらず、同局の公式サイトにも全く書かれていなかったが、同日夕方頃に訂正が行われ、第2話も第1話と同じ時間に放送された。また、冒頭で「新聞発表とは異なる番組を放送しています」というテロップが表示された。
東名阪地区以外でも隣接県同士の放送局でネットされたケースが多く、これらの県境地域では複数回視聴出来たことになる。
CS放送ではAT-Xで初出後、アニマックスでも『avex mode アニメアワー』枠で放送され、その後AT-Xで再度放送された。
| 放送地域   | 放送局       | 放送区分       | 放送期間                      | 放送日時           | 備考      |
| ---------- | ------------ | -------------- | ----------------------------- | ------------------ | --------- |
| 近畿広域圏 | 毎日放送     | TBS系列        | 2003年10月3日 - 2004年1月9日  | 木曜 26:20 - 26:50 | [ 注 15 ] |
| 東京都     | 東京MXテレビ | 独立UHF局      | 2003年10月5日 - 12月28日      | 土曜 25:30 - 26:00 | [ 2 ]     |
| 福岡県     | TVQ九州放送  | テレビ東京系列 | 2003年10月9日 - 12月24日      | 水曜 26:20 - 26:50 | [ 2 ]     |
| 中京広域圏 | メ〜テレ     | テレビ朝日系列 | 2003年10月9日 - 12月24日      | 水曜 27:08 - 27:38 | [ 2 ]     |
| 神奈川県   | TVK          | 独立UHF局      | 2003年10月9日 - 2004年1月8日  | 水曜 24:05 - 24:35 | [ 2 ]     |
| 北海道     | テレビ北海道 | テレビ東京系列 | 2003年10月10日 - 2004年1月9日 | 木曜 25:30 - 26:00 | [ 2 ]     |
| 熊本県     | 熊本朝日放送 | テレビ朝日系列 | 2003年11月3日 - 2004年1月25日 | 日曜 25:40 - 26:10 |           |
| 山口県     | 山口朝日放送 | テレビ朝日系列 | 2003年11月3日 - 2004年1月25日 | 日曜 26:02 - 26:32 |           |
| 宮城県     | 東日本放送   | テレビ朝日系列 | 2003年11月4日 - 2004年1月26日 | 月曜 26:16 - 26:46 |           |
| 徳島県     | 四国放送     | 日本テレビ系列 | 2003年11月5日 - 2004年1月27日 | 火曜 25:23 - 25:53 |           |
| 千葉県     | ちばテレビ   | 独立UHF局      | 2003年11月5日 - 2004年1月27日 | 火曜 25:45 - 26:15 |           |
| 大分県     | 大分朝日放送 | テレビ朝日系列 | 2003年11月5日 - 2004年1月27日 | 火曜 26:10 - 26:40 |           |
| 長野県     | 長野朝日放送 | テレビ朝日系列 | 2003年11月6日 - 2004年1月28日 | 水曜 25:31 - 26:01 |           |
| 福島県     | 福島放送     | テレビ朝日系列 | 2003年11月6日 - 2004年1月28日 | 水曜 25:55 - 26:25 |           |
| 栃木県     | とちぎテレビ | 独立UHF局      | 2003年11月7日 - 2004年1月29日 | 木曜 24:35 - 25:05 |           |
| 青森県     | 青森朝日放送 | テレビ朝日系列 | 2003年11月7日 - 2004年1月29日 | 木曜 25:56 - 26:26 |           |
| 秋田県     | 秋田放送     | 日本テレビ系列 | 2003年11月7日 - 2004年1月29日 | 木曜 25:58 - 26:28 |           |
| 高知県     | 高知放送     | 日本テレビ系列 | 2003年11月8日 - 2004年1月30日 | 金曜 25:43 - 26:13 |           |

## CD

### シングル
- 瞳の中の迷宮（2003年12月10日発売）AVCD-30540
- 永遠の祈りを捧げて（2003年12月10日発売）AVCA-14839

### ドラマアルバム
- ヤミと帽子と本の旅人 Extra Book Vol.1 -時空の旅人-（2004年2月4日発売）AVCA-14880
- ヤミと帽子と本の旅人 Extra Book Vol.2 -迷宮の行方-（2004年3月17日発売）AVCA-14895

### サウンドトラック
- ヤミと帽子と本の旅人 IMAGE SOUND TRACK
  - PCゲーム初回版に付属している初回限定版特典CD。
- ヤミと帽子と本の旅人 Music Book（2003年12月10日発売）AVCA-14839